# Timoczanie
Timoczanie – plemię słowiańskie mieszkające w IX w. nad Dunajem poniżej ujścia Cisy. W 818 i 819 r. odpadli ze związku z Bułgarią i stali się poddanymi Ludwika Pobożnego.